# سن فرانسیسکو ده ماکوریس
سن فرانسیسکو ده ماکوریس (به لاتین: San Francisco de Macorís) یک شهر در جمهوری دومینیکن است که در سانتو دومینگو واقع شده‌است.

## خصوصیات
سن فرانسیسکو ده ماکوریس ۷۲۷٫۱۵ کیلومترمربع مساحت و ۲۴۵٬۳۹۷ نفر جمعیت دارد و ۱۱۰ متر بالاتر از سطح دریا واقع شده‌است.